# Кирияк, Анатолий Герасимович
Анатолий Герасимович Кирияк (рум. Anatol Chiriac; род. 9 октября 1953, Кошерница, Криулянский район) — советский и молдавский композитор, депутат Верховного совета Молдавской ССР XII созыва.

## Общая информация
Родился 9 октября 1953 года в селе Кошерница Криулянского района.
Родители были сосланы в Сибирь, и Кирияк с ранних лет воспитывался в монастыре. В 1956 году родители вернулись домой, в этом же году родился младший брат Анатолия, будущий поэт Тео Кирияк. Для изучения родного языка Кирияк был отправлен к сестре его бабушки, которая была монахиней в монастыре, и, поскольку она была слепой, Кирияк сопровождал её на богослужениях. Там он выучил «Отче наш», а затем и первую песню «Păsărică, mută-ți cuibul».
Работал в нескольких жанрах музыки: эстрадной, симфонической, вокально-симфонической, инструментальной камерной музыкой и др.
В 1979 году Кирияк окончил Кишиневскую государственную консерваторию им. Гавриила Музическу по классу композиции.
Работал преподавателем в кишиневском музыкальном колледже им. Штефана Няги.
Дебютировал в качестве композитора с песней «De-aș avea…» на слова Михая Эминеску в исполнении Штефана Петраке.
В 1978 и 1980 годах был руководителем эстрадного коллектива Софии Ротару, в 1987 году создал собственный инструментальный ансамбль «Реал», с которой гастролировал по стране и за рубежом.
В 1990—1993 годах Кирияк был депутатом первого парламента Молдавии. На момент избрания — главный редактор Главной редакции музыкального вещания Молдавского радио, член КПСС.
Руководитель импрессарской компании «Michaela». Председатель совета ассоциации AsDAC.
Автор таких песен, как «Romantică», «Primăvara va veni», «Orele», «Tinerețe ‒ floare», «Cîntecul Zamfirei» и др.
Среди исполнителей его песен — София Ротару, Сильвия Кирияк, Анастасия Лазарюк, Ольга Чолаку и другие исполнители из России, Украины и Румынии.
Был автором песен на тихи поэтов Григоре Виеру, Тео Кирияка, Анатола Чокану и других. Написал музыку к детским фильмам, а также множество инструментальных произведений, в том числе одно из самых известных — «Mикаэла», звучавшее в советский период в программе Всесоюзного телевидения «Время» в исполнении ансамбля «Мелодия». Выпустил 12 компакт-дисков с легкой[уточнить] музыкой.
Лауреат молодёжной премии им. Бориса Главана. Награждён медалью «Meritul Civic».

## Симфоническая музыка
- O, rămîi: Симфоническая поэма (1985)
- Silvia: Пьеса для ная и оркестра (1980)

## Вокально-симфоническая музыка
- O, rămâi: Cantată (монопартита) для солистов, хора и оркестра на слова Михая Эминеску (1980)
- La noi: Кантата для детей, слова Григоре Виеру (1985)

## Инструментальная камерная музыка
- Тема с вариациями для фортепиано (1982)
- Струнный квартет (1983)

## Музыка для детей
Песни для детей на стихи Юлиана Филипа (1990).

## Песни
- Дискоклуб — 11 [Звукозапись] : Танцевальная музыка А. Кирияка / исполн.: В. Йову, най, Д. Смокинэ, хонер-клавинет, И. Назарук, роланд, Ансамбль «Мелодия» под руководством Б. Фрумкина, Струнная группа, дирижёр К. Кримец. — Москва : Мелодия, 1983 (Апрелевка : Апрелев. з-д грп.). — 1 грп. [ГОСТ 5289-80].
- Останься со мной. А. Кирияк — М. Еминеску : исполн. молд. Песни из кинофильма «Где ты, любовь» / исполн.: С. Ротару, пение, Эстрадный оркестр, дир. А. Михайлов, Вокально-инструментальный ансамбль «Червона рута», рук. А. Евдокименко. — Москва : Мелодия, 1990 (Апрелевка : Апрелевский з-д грп.). — 2 грп. [ГОСТ 5289-80].
- Кирияк Анатолий. Романтика: "Перезвон ручья мил и дорог нам …" Слова Виеру ; Рус. текст Чернея. — Горизонт, 1984, # 2, с. 80.